# UWC México 2
UWC México 2: Furia Cachanilla fue un evento de artes marciales mixtas producido por Ultimate Warrior Challenge México, que se llevó a cabo el 30 de mayo de 2009 en el Auditorio Fausto Gutiérrez Moreno de Tijuana, Baja California, México.

## Antecedentes
En UWC México 2, se dio a conocer al campeón inaugural de UWC en un combate de peso wélter entre Akbarh Arreola y Adam Lehman en el evento estelar.
Se anunció una pelea de peso paja entre Margarita de la Cruz y Christina Marks, marcando el primer combate de MMA femenil sancionado en la historia del deporte mexicano.

## Resultados
1. ↑  Por el Campeonato de Peso Wélter de UWC